# Мечеть Атик Валиде

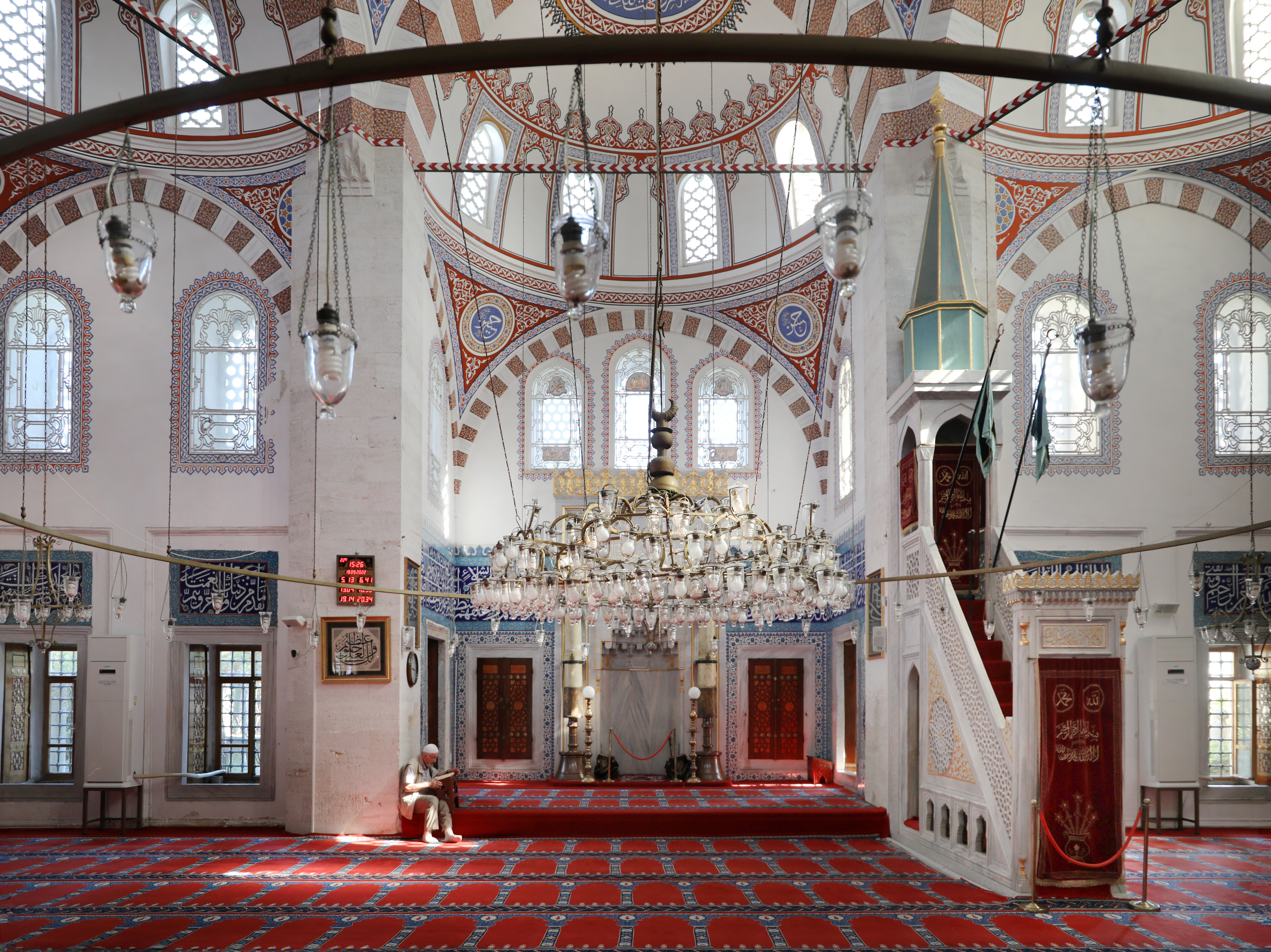
Интерьер.

Мечеть Атик Валиде (тур. Atik Valide Camii, Eski Valide Camii) — османская имперская мечеть XVI века, расположенная на холме, возвышающемся над большим и густонаселённым районом Ускюдар в Стамбуле (Турция). Она была построена для Нурбану-султан, жены султана Селима II и представляла собой часть большого комплекса, который включал в себя медресе, гостевые комнаты и двойной караван-сарай. Мечеть была спроектирована османским архитектором Мимаром Синаном. В 1571 году началось возведение небольшой мечети с единственным минаретом. Впоследствии она была расширена и достроена только в 1586 году, через три года после смерти Нурбану-султан.

## История
Мечеть Атик Валиде (название которой переводится как Старая мечеть матери султана) была одним из самых обширных комплексов мечетей в Стамбуле. Она была построена для Нурбану-султан, жены султана Селима II и матери его преемника Мурада III. Она была первой валиде-султан, которая осуществляла эффективное управление Османской империей из гарема в период, известный как Женский султанат.
Мечеть была спроектирована императорским архитектором Мимаром Синаном и построена в три этапа. С момента закладки фундамента в 1571 году до завершения первоначальной версии мечети в 1574 году другой османский архитектор руководил работами, так как Синан в это время пребывал в Эдирне, где следил за строительством мечети Селимие. Второй этап работ продолжался с 1577 по 1578 год и включал в себя добавление второго одногалерного минарета и двойного портика. Эти изменения, вероятно, были сделаны в результате повышения статуса Нурбану-султан, поскольку после восшествия на престол её сына Мурада III в 1574 году она стала валиде-султан. Нурбану-султан умерла в 1583 году, а третий и последний этап строительства пришёл на период с 1584 по 1586 год, после её кончины. Мечеть была расширена в боковом направлении с добавлением пары небольших куполов по обе стороны от центрального купола.
Мечеть являлась частью большого комплекса, включавшего также в себя медресе, школу хадисов, школу чтения Корана, начальную школу, монастырь дервишей, больницу и богадельню, в котором находились гостевой дом и двойной караван-сарай. Также была воздвигнут и хаммам.

## Архитектура
Главное пространство мечети покрыто центральным куполом диаметром 12,7 метров, опирающимся на шесть арок, расположенных в шестиугольнике с двумя отдельно стоящими колоннами. Пространство расширяется за счёт пяти экседр-полукуполов, в одном из которых находится михраб. Арка с северной стороны застроена плоской стеной, содержащей входной портал. Внутреннее пространство с трёх сторон окружено галереями.